# 全欧安全保障協力会議

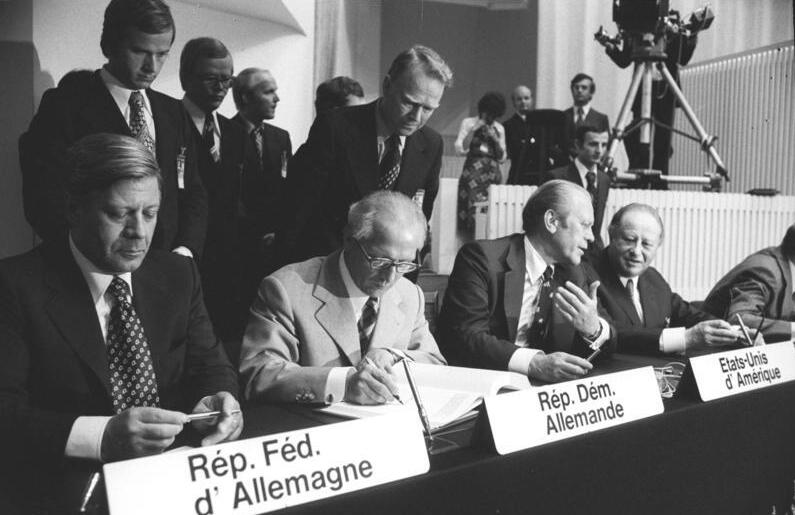
1975年の第1回会合で合意文書に署名する各国首脳
手前左からヘルムート・シュミット（西独）、エーリッヒ・ホーネッカー（東独）、ジェラルド・R・フォード（米）、ブルーノ・クライスキー（オーストリア）

全欧安全保障協力会議（ぜんおうあんぜんほしょうきょうりょくかいぎ、あるいは欧州安全保障協力会議　おうしゅうあんぜんほしょうきょうりょくかいぎ、英名:the Conference on Security and Co-operation in Europe：CSCE）は、欧州全体の安全保障を、政治体制、地理的位置、経済体制に関わりなく追求するために、1973年から1975年に開催された会議。その後の3度にわたる再検討会議を経て、1990年のパリ首脳会議で事務局設置に合意し実質的な国際機構化が始まった。これらの会議のプロセスと枠組み全体を総称してCSCEと呼ぶ。
設立当時の参加国(participating states)は、アルバニアを除いた全ヨーロッパ諸国と米、カナダの35ヶ国。その後、アルバニアの加盟、ソ連やユーゴスラビアの解体後の独立国の新規参加に伴って参加国は増大した。1994年12月のブダペスト首脳会議において名称変更が採択され、現在は欧州安全保障協力機構(OSCE)として活動する。

## 歴史

### 構想
全欧安保の構想は、1954年のソ連外相のモロトフの提案にまで遡る。1949年のNATO結成、1955年のワルシャワ条約機構（WP）結成により、欧州の安全保障の東西分断が確定する中、東西双方から全欧規模の安全保障の機構についての提案がなされた。東側の狙いは、米軍を欧州大陸から排除しNATO（及びワルシャワ条約機構を同時に）解体することでNATOを弱体化ないし無力化することにあった。加えて、ハルシュタイン・ドクトリンによって孤立化していた東ドイツを西側に国家承認させることを目標とした。西側の狙いは、東西間の人の自由な移動など、東側の社会主義体制が行いにくいテーマを安全保障と結びつけることにより、東側の社会主義体制を揺さぶることにあった。むろん、1953年のベルリン暴動、1956年のハンガリー動乱、1968年のプラハの春などの反ソ的運動が東側の社会主義体制を揺さぶっていたものの、西側は、東側国内の反乱を支援する有効な政治的手立てを有していなかった。
1966年７月のWPのブカレスト宣言（「欧州の平和と安全の強化に関する宣言」、ワルシャワ条約機構政治諮問委員会）は、CSCEへの第二歩であった。①全欧規模での経済的、文化的、技術的、学術的接触のための機関設置、②NATOとWPの解体を通しての全欧諸国の効果的な安全保障機構の設立、③外国の軍事基地の廃止・非核地帯の設置、④西独の核保有の可能性の放棄、⑤現存国境の保全、⑥二つのドイツ国家の存在の承認、といった項目が盛り込まれていた 。このうち経済・技術面での協力、現存国境や二つのドイツの承認といった内容は、まさしく９年後のヘルシンキ宣言に引き継がれた。ソ連が全欧安保構想を推し進める動機は、1968年の「プラハの春」への軍事介入によってソ連の対外イメージが大きく傷ついたことにより、一層増大した 。翌年、東側は、NATO解体などの実現困難なテーマを提案から外して歩み寄りをみせ、CSCEへの三歩目としてWPの1969年３月の「全欧州諸国へのアピール」（「ブダペスト・アピール」）が発表された。ここで東側は、全欧州の安全保障の制度発足の前提条件を、①現存国境の保全、②二つのドイツ国家の存在の承認、③いかなる形であれ西ドイツ（当時NPT未加盟）が将来にわたり核兵器保有の意思を放棄すること、の三つに絞って再提案した 。
東側の再提案に対し、NATO側は1969年４月、ワシントン外相会議でCSCEの条件を明確にした 。「アメリカ及びカナダを含む全ての政府」が東側との交渉を開始する用意があるとし、東側構想の会議開催にアメリカとカナダの参加をCSCE開始の必要条件であるとした。同年12月のNATO外相会議（ブリュッセル）では、西側のCSCE構想は具体化し、体制選択権などが欧州の平和と安全保障の基礎であること（第２項）、経済交流・文化交流が関係国の相互利益をもたらすこと（第11項）とされ、特に後者については「東西諸国間の人々、思想、情報のより自由な流れによって、これらの分野で達成されることが多くなる」ことが期待された 。また議題安全保障問題で交渉が進むことの他に、人の国際的移動を扱う人的接触(human contact)の分野の合意を求めた。特に、人的接触は、西ドイツを中心としてＥＣ諸国が強く要求した課題であった。
 CSCEの外交的成果を求めたソ連は、米加の会議参加や人的接触の議題について西側にある程度譲歩せざるを得なくなった。既にヘルシンキ宣言を先取りする形でユダヤ人の出国も拡大傾向にあり、また1970年の西独・ソ連のモスクワ協定によってソ連在住のドイツ人の出国の道も開かれていた。

### 人権・人道と安全保障のリンケージ
ソ連国内では、社会主義体制に起因して自由を求める運動が拡がりつつあった。もともと、ソ連では「人民の権利」はあっても普遍的人権に関する社会的通念は少なかった。例えば、1948年採択の世界人権宣言はロシア語では出版されておらず、ソ連の通常の報道では世界人権宣言について議論されなかった。人権問題がソ連国内で訴えられ始めるのは1965年頃からである 。68年の「プラハの春」に関するワルシャワ条約機構軍の軍事介入は、ソ連の反体制派知識人には衝撃的であった。プラハの春は、「人間の顔をした社会主義」をスローガンにしていたが、そのスローガンは戦車によって押し潰された。その同年、核物理学者で「ソ連水爆の父」サハロフ（Andrei D. Sakharov）は、「進歩、平和共存、知的自由に関する考察」（別名、サハロフ・メモランダム）を西側で発表し、ソ連知識人の行動に俄かに注目が集まった。ソ連の人権問題は、当時裁判で有罪判決を受けた反体制派がソ連に存在するということを西側がようやく具体的に知るようになるにつれ顕在化し、サハロフは、積極的に自国の政治犯のおかれている状況などについて意見を表明するようになった。
同時に、ソ連国内のユダヤ人の出国要求は、第三次中東戦争を契機に盛り上がりつつあった。第三次中東戦争の翌年、ソ連共産党中央委員会は、1500名のイスラエルへの永住出国を認めた。更には、ソ連の民族政策が失敗しているという認識が拡散することへの恐れである。したがって、ユダヤ人にせよ他の民族にせよ、ソ連からの出国を認める場合は、「家族の再結合」という人道的目的に絞られなければならなかった 。1972年８月、ソ連は、出国希望者のうち高等教育を受けた者を対象に高額の教育税（約２万ルーブル：当時のレートで約730万円）を課す規則を発令する。西側ではこの教育税への非難が大きくなった。折しも同年10月、米ソ間では、対ソ最恵国待遇（ＭＦＮ）供与を含む米ソ通商協定が調印され、ユダヤ人出国問題と米ソ貿易との連繋が生まれた。米議会では、民主党のジャクソン（Henry M.Jackson）上院議員及びバニック（Charls A.Vanik）下院議員によって1972年10月に、ソ連の警戒心を見越して出国と貿易問題を連繋する法案が提案される(ジャクソン・バニック修正条項）。
ソ連を初め社会主義国では、国内の検閲はもちろんのこと、西側からの情報流入を厳しく制限していた。西側の新聞の販売は極度に限定され、東側向け短波放送はジャミング（電波妨害）されていた。東側に駐在する外国人ジャーナリストの活動も厳しく制限されていた。
これらの人権・人道問題を西側の軍事同盟であるNATOが取り上げることは、1966年頃までほとんどなかった（1950年代の雪どけ期を除く）。しかし西ドイツでブラントが東方外交を始めたことがその転機となった。東方外交には、東西の現状維持を認める代償として「接近による変化」という新しいアプローチをとることによって、東側の社会主義体制を東西間接触の増大によって徐々に内側から変化させていく狙いがあった。その文脈で、NATOでは既に1967年に、東西分断のベルリンが「政治的意思を自由に表現できる」都市になること、そして「東西両ドイツ間で人的接触、経済的接触、文化的接触」が進むことへの期待が示された 。特筆すべきことに、ここで示された、基本的自由、人的接触、経済的接触、文化的接触への期待は、後にヘルシンキ宣言で結実する理念と共通する。
西独の東方外交の推進、ドイツ統一問題への再度の注目という要因とともに、1968年の「プラハの春」に対する東側の軍事介入への批判が重なり、西側は東側の人権問題に積極的に関心を寄せるようになる。時を同じくして、東側は、全欧の集団安全保障構想を西側に呼びかけた。このことが、人権と安全保障をセットにする言説空間を形成し、西側が東側国内の問題に関与する政治的手立てが進んだ。東西の狭間で、非同盟・中立諸国（N+N諸国）のフィンランドは、同じN+Nであるオーストリア、スイス、スウェーデンにCSCE構想を呼びかけた。

### CSCE準備会議（1972年11月から73年６月まで）
ようやく開催されたCSCE準備会議では、CSCE本会議の議題などを決めることとされた。準備会議開始にあたって、安全保障、経済交流、人道的分野という３つの議題群（後の第一、第二、第三の「バスケット」）が設けられることに合意されていた。
西側が人的接触についての議題を本会議の独立した項目としてとりあげ、後には人の移動と情報の浸透を別々の小委員会にふりわけるよう求めた。ソ連は、本会議開催を焦るあまり、すぐに人的接触の分野を別個の議題としてとりあげることに同意する兆候を示し、12月にブレジネフによってそれは公式に発表され、対抗提案も含む形で合意が形成されていった 。この時点でのこの分野の西側の提案は穏健的・段階的なものであったが、米ソ間通商協定の合意（1972年10月）、SALTⅡ交渉開始（1972年11月）、東西ドイツ基本条約調印（1972年12月）を経て、ソ連のCSCE早期終結願望を西側が察することとなり、西側の提案攻勢はエスカレートし始めた。
当初スイスが提案し、ヘルシンキ宣言後に大きな争点となる、第一バスケットの＜第七原則＞（人権と基本的自由）について、ソ連は当然なことに消極的であったが、国連憲章に既に記された内容であったため本会議の議題とすることに強硬に反対できなかった。
ソ連はこの議題について当初提案せず、このスイス提案にそって＜第七原則＞の議題を認めた（あくまでも議題としての合意に過ぎぬことに注意）。他にも、西側提案の、人民の自決権（第八原則）、国際法の義務の誠実な履行（第十原則）についても同様に西側の提案を受け入れた。当初、ソ連は、人権問題は「国家間を律する関係」の議論ではなく、また人民の自決権も植民地人民に適用されるべきものであるとして、西側の提案を退けていた。ところが、議論の俎上で、国連憲章に掲げられている原則をCSCEで拒否する理由がないことを指摘されるに及び 、ソ連はこれらの提案に早い段階で合意した。
最も議論になったのは、国境不可侵を定めた第一バスケットの第三原則であった。まさしくソ連が政治的成果としてCSCEに求めていたのは、第三原則である。第三原則については西側の中でも難色を示す国があったため議論は難航した 。
歴史的に、複数争点間の「バランス」をとることで不都合な合意内容の色合いを薄めることに秀でるソ連外交は、西側に対して譲歩を求めた。それは、第一バスケットの主権と人権について特別な言及をして第一バスケットと第三バスケットとの釣り合いを保ち、西側との取引（第三バスケットでの西側の攻勢をやめさせ、そのかわり第一バスケットでソ連が譲歩する）ことを狙っていた 。西側は、ソ連が第三バスケットの中に「内政不干渉」の回避条項挿入を断念したことにより、この妥協案に合意した 。準備会議の段階で既にソ連は第三バスケットの難易度の高い合意の履行を回避しようとしていたことがうかがわれる。
準備会議は199日に及んだ末、①欧州の安全保障、②経済協力、③人道面での協力、④再検討会議、の四つを本会議の主要な議題とし、全部で96項目に及ぶ詳細な議題を連ねた「ヘルシンキ協議最終勧告」（The Final Recommendation of the Helsinki Consultations）を発表して終了した。①の欧州の安全保障（後の第一バスケット）では、国家間を律する諸原則として、上述の第七原則を含む10の原則が議題として合意された。③の人道面での協力（後の第三バスケット）では、人的接触、情報の浸透、青年・スポーツ交流などが議題とされた。準備会議の長期化は、会議の決定がコンセンサス方式であったことにも原因があるのみならず、早期終了を狙うソ連から具体的譲歩を引き出そうとする西側の戦術のためでもあった 。こうしてソ連は、西側に対して思わぬ譲歩を繰り返す羽目になった。

### CSCE本会議（1973年から1975年7月）
1973年６月の「ヘルシンキ協議最終勧告」をもとに、1975年７月までジュネーブでの専門家会議（ＣＳＣＥ本会議第二段階）で詳細な検討がなされていった。
　当初西側は、西側が推進しようとしていあMRFA(中部ヨーロッパ相互兵力削減交渉)とCSCEの連繋を模索していた。ところが双方の交渉ともに、東西の思惑の差異が際立ち連携は失敗した（MRFA＝MBFRは1980年代に中断）。CSCEで西側は、第三バスケットに大きな外交努力を費やした。それは1973年12月の「とりわけ人的接触の分野の重要性を顧慮」するNATOコミュニケに現れている 。政治的代償として第三バスケットに西側が関心を傾注したため、東側に対する過剰な期待の産物を抱えるようになっていった。西側といってもアメリカのキッシンジャー(Henry A. Kissinger) はCSCEに関心が薄く、「人権問題の交渉に全く無関心であるかのようにみえる」とさえみなされていた。逆にEC諸国は、欧州政治協力（EPC）をもとに各国が第三バスケットについて提案した。西ドイツは、家族の再結合に関して「合理的な期間でパスポートの発行がなされねばならない」、「緊急時には優先的に取り扱われねばならない」などの提案を行い 、結果的にこれらはヘルシンキ宣言に挿入されることとなった。
これに対してソ連は、最後まで人の移動の拡大の合意には抵抗を示した。ただし、東側の中でもポーランドは「集団的及び個人的基礎に基づく旅行を発展させ」「職業的もしくは個人的理由で他の参加国に旅行する市民の求めには好意的に考慮する」ことを段階的に認めることを提案し、家族の再結合についても前向きであった。この背景としてポーランドが西ドイツとの間でポーランド在住ドイツ人の12万人帰国合意と引き換えに大規模な経済援助を得たことが挙げられ、対西ドイツ関係でCSCEは成功であったとヤルゼルスキが評したほどであった。
同じく第三バスケットの「外国人ジャーナリストの活動条件」についても西側がリードした。西ドイツは出入国ビザの発行の便宜、人的・技術的装備の充実などを提案した。その結果として、第三バスケットの合意について「欧州諸国にとって必ずしも十分に満足できるものではなく」、「残存する諸々の制限が廃止されることを切望」するとシュミット首相が評するほど、この分野にかけた期待は大きかった。
対して東側は、この分野の合意に強い抵抗をつづけた。現実に東ドイツは、会議中の1974年２月に外国人ジャーナリストに対する規制強化の法令を発表した。しかしソ連は、1973年９月に西側ラジオ放送へのジャミングを一部停止してまで西側との交渉立場を強化しようとするなど、東側の対応には多様性がみられる（RFE/RLの放送停止を西側に求めるための外交手段であった） 。東側は、ラジオの番組内容に当該国政府が責任を有するべきであるとの主張を曲げなかった。最終的にCSCE首脳会談（CSCE第三段階）の1975年夏までの開催に固執したブレジネフの意向により、ソ連は西側と妥協した。
  最終的には、情報の制限や情報の国家管理の問題に関して明文化しないことで東西間で妥協がなされた 。東側は、＜情報の浸透＞の規定を「一般的勧告」として抽象的に合意することを望んだものの、結果的には西側の要求にそって具体的な決議として＜情報の浸透＞の規定は盛り込まれた。CSCEヘルシンキ首脳会議（1975年7-8月）で、ブレジネフが「情報手段が諸国間、諸国民間の不和の害毒を世界中にまき散らし得るということはまぎれもない事実である」 とするなど、現実に西側のプロパガンダに対する警戒を緩めたわけではなかった。
　第三バスケットの攻防に比べれば、第一バスケットの東西の交渉は比較的緩やかであった。第一バスケットの第七原則では、イギリスが「個人の行動する権利」を挿入することを主張し 、それが受け入れられた（後の第七原則第七項）。東側が頑として拒否した西側提案もあった。オランダの「通信の秘密」の遵守を挿入しようとする試みは、東側の強い反対で結局合意されなかった。
1975年8月、ヘルシンキにて開催されたCSCE首脳会議(第三段階）によってヘルシンキ宣言が採択された。西側は、東側がヘルシンキ宣言の人権規定を遵守するとはあまり期待していなかった。 ヘルシンキ宣言を全面的に履行すれば東側は体制の変化を迫られるが、西側は、ロシア人やその同盟国が政治体制を急激に変化させるとは期待していなかったのであり、情報の浸透の規定を真に受けて「CSCEの結果としてモスクワで自由に『The TImes』紙が利用できるようになる」という予想は「非現実的である」（イギリス外務連邦省内部文書） とみなしていた。また、アメリカのフォード大統領がヘルシンキで「歴史は、この会議を、今日ここで我々が述べたことによってではなく、明日我々が行うことによって、また我々がなした約束によってではなく、我々が守る約束によって判断するだろう」 と述べたことは、逆説的にはヘルシンキ宣言が守られにくいことを逆説的に示唆している。当の東側自身も既に人権規定を遵守しないことを仄めかしていた。中ソ対立真っただ中の中国は、ヘルシンキ宣言を「紙の上の合意」として批判した。

### 再検討会議
ヘルシンキ宣言では、西側の意向により、合意の履行を検討する再検討会議(follow-up meeting）の開催が決められていた。ブレジネフは、周囲の懸念をよそに、ヘルシンキ宣言について「何を守るかは我々が決めること」と豪語していたが、東側ではヘルシンキ宣言が新聞に全文掲載された（ヘルシンキ宣言においてそれが求められていた）ことにより、それをもとに人権団体（ヘルシンキ・グループ）が結成されていった。むろんこれらの団体は徹底的に監視・弾圧されたが、西側はヘルシンキ宣言をもとに、東側の人権弾圧を批判する政治的手段を得た。

#### ベオグラード再検討会議（1977年から78年）
1977年、アメリカでは民主党のカーターが大統領となり、同政権の国務長官バンス（Cyrus R.Vance）は、ベオグラード再検討会議に臨むにあたり、家族の再結合、国際結婚、個人的・職業上の旅行、情報へのより自由なアクセス、を重要な人的問題としてとりあげることとした 。カーター政権は、ソ連の人権問題を政治化しようとした。サハロフ宛の書簡送付、閣僚の訪ソ中止（1978年５月）、米紙記者へのソ連当局の告訴に対する非難（1978年７月）といった一連の「声高な外交」を行う。またカーターは、ミュンヘンにある自由ヨーロッパ放送（RFE/RL)の予算を大幅に増額する予算案を議会に出し、またヘルシンキ宣言を引用して東側によるRFE/RLへのジャミングをアメリカ議会で強く指弾した。政権とは別にアメリカ議会は、1975年から国務省に対しアメリカの援助対象国における人権状況を毎年議会に報告することを求め、人権と経済援助のリンケージの制度化を世界で初めて推進した。院内では、ソ連とルーマニアを訪問した議員団がソ連のヘルシンキ・グループの代表オルロフ（Yuri Orlov）らと面会し 、その訪問からの帰国後に議員団の一員であった共和党下院議員フェンウィック（Millicent H.Fenwick）が、議会内にCSCEプロセスの監視を目的とする「欧州の安全保障と協力に関する委員会」を設立する法案を提出した。フェンウィックの委員会設立法案に対して、キッシンジャー国務長官は、これまでの対ソ外交に影響を与えるものとして消極的であった。しかし米国内のユダヤ人だけでなくポーランド、ハンガリー、チェコスロバキアからの移民組織もフェンウィックの法案を支持し 、議会の中でもこの提案に対する支持が広まった。その結果、1976年４-5月に両院で法案は承認され（1976年６月、大統領が署名）、以後この委員会がアメリカのCSCE政策を形成する上で重要な役割を果たすようになる 。
　こうした背景のもと、ベオグラード再検討会議でアメリカは多くの提案を行った。例えば、家族の再結合に関するヘルシンキ宣言の「積極的かつ人道的な精神で」家族の再会を考慮する項目に関して、出国ビザの「申し込みは通常認められるべきである」と解すべきであり、また申請がもし認められなかった時にはその申請を更新する申請者に対して障害を与えてはならない、とする提案を出している 。またNATO諸国の連記提案でも、特に宗教、良心、信念、思想の自由の遵守を最終文書に挿入することを求めている 。
　こうしたアメリカの声高な外交は、他の西側諸国との距離を生むと同時に、東側諸国の強い反発をうんだ。東側諸国は、国内問題への不干渉を記したヘルシンキ宣言第一バスケット第六原則を盾にして、アメリカが再検討会議の「雰囲気を壊し」、会議をプロパガンダのフォーラムにしようとしているとして応酬した。
　結果として、再検討会議で人権問題をめぐって延々と行われた議論は、平行線を辿るのみであった。再検討会議閉幕に際して採択されたベオグラード最終文書では人権に関するものは盛り込まれず、次回の再検討会議をマドリッドで行うことがかろうじて決まったに過ぎない。東西のイデオロギー対立が再燃したことにより、ヘルシンキ宣言で絶頂に達し、「冷戦は終わった」とまで言われたデタントは、MBFRの停滞、SALTⅡの不調と連動して急速に失速し、1980年代前半の新冷戦へと向かうこととなった。

#### マドリッド再検討会議（1980年から83年）
1979年のアフガニスタン侵攻により、デタントは終焉を迎えた。レーガン政権は、合意を履行しないソ連を放置することへの懸念から、一時CSCEからの脱退論を検討したほどであった。ベオグラード再検討会議と同じく、マドリッド再検討会議でも引き続き東側の人権問題が西側によって非難された。西側は、東側の人権問題を120件以上も指摘し、人権問題に関する専門家会議の開催を提案し、それはオタワ人権専門家会議（1985年）、ベルン人的接触専門家会議（1986年）として結実した 。
　再検討会議は、幾度かの中断をはさみながらも、人権問題を含む最終文書を採択して終わった。ベオグラードと大きく異なるのは、マドリッド再検討会議では、最終文書（マドリッド最終文書）で人的側面を含む人権分野で追加的合意がなされたことである。人の移動に関しては、緊急の時には家族の再結合・国際結婚に関しての申請を通常６ヶ月以内に参加国は決定し、また人的接触に際して課せられる手数料を無理のないレベルまで漸次減らすこととされた。これらの申請手続きに際しての必要な情報を一般に公開することや、再申請の権利も合意された。情報の浸透の分野でも東西双方の提案を妥協させる形で、非同盟・中立（Ｎ＋Ｎ）諸国のスペイン・スイス・オーストリアは、合意されにくいジャミングの問題を省き、＜出版情報の浸透＞の拡大と＜ジャーナリストの活動条件＞の改善に絞った提案を行い、①ジャーナリストへのビザの発行過程への一層の優遇措置、②外国人ジャーナリストの移動の自由と、国内情報源への個人的接触への制限の緩和、③報道上の目的での参考資料の携帯、が合意された。第七原則（基本的自由及び人権）に関しては、ポーランドの自主管理労組「連帯」の問題を反映して、「労働者が労働組合を自由に設立し、また労働組合に自由に参加する権利」などが追加された 。

#### ウィーン再検討会議（1986年12月から1989年1月）
ソ連ではゴルバチョフ政権（1985年３月発足）の下で、ペレストロイカ、グラスノスチ、新思考外交が進んだ。アメリカでも軍事費の負担増大などにより財政赤字が重荷となり、第二期レーガン政権の下で対ソ対決戦略の見直しが進んだ。INF条約締結（1987年12月）やアフガニスタンからソ連軍が撤退を開始した（1988年５月）ことにより、冷戦ははっきりと終焉に向かいつつあった。新思考外交では、CSCEが再評価されており、ヘルシンキ宣言やCSCEの合意文書などを欧州憲法とすることなどが議論されていた。その結果、人権をめぐるイデオロギー対立は沈静化し、東側内部でも保守派（東ドイツ、チェコスロバキアなど）とそれ以外の国の間で政治的分裂がみられ、多くの提案が結実した。
　ウィーン最終文書では、第三バスケットの人の移動において、郵便及び通信に対する国家の検閲禁止、出国制限の事由としての「安全保障上の事由」の濫用の防止、などが新たに合意された。情報の浸透の分野でも、ジャミングの停止が東西間では初めて合意された。第一バスケットの第七原則に関しては多くの修正・追加合意がなされた。これまでのヘルシンキ宣言とマドリッド最終文書に加えて新たに10項目が追加されたほか、過去のCSCEの会議で合意された諸原則の一部に「強制力」をもたせた。
　加えてCSCEに人的側面（human dimension）という章が付け加えられた。人的側面は、従来の第七原則と第三バスケットにまたがる諸合意を参加国全体に履行させうる人権保護メカニズムを設置することが決定された。このメカニズムの下では、他の参加国からの情報要求、もしくは外交上の抗議に応じるとともに、二国間協議にも応じねばならない。なお、このメカニズムは、1989年１月に発足して以来、かなりの頻度で利用された。発足した1989年には、その半数がチェコの反体制派のハベル（Václav Havel：当時投獄中）の処遇に関するものであり、その他については、反体制派だったスロバキアのドプチェク（Alexander Dubcek）に関するもの、ルーマニアでのハンガリー系住民への抑圧や同国での反体制派に関するものなどであった。
　ウィーン最終文書はソ連の人権観の変化を如実に表すものであり、またウィーン再検討会議は東西冷戦のイデオロギー対立の終焉を軌を一にしていた。ヘルシンキ宣言で生まれたヘルシンキ・グループやそれに影響を受けた自主管理労組「連帯」などの市民社会組織(CSO)が東側の社会変革を「下から」もたらし、ゴルバチョフという改革派指導者が「上から」社会を変革した。両者ともにヘルシンキ宣言の人権規範の実行を追求した。このため、冷戦終焉の原因として、アフガニスタン侵攻、ローマ教皇のポーランド訪問、米ソの軍拡競争や計画経済そのものによるソ連経済の停滞、などとともにヘルシンキ宣言が冷戦終焉の１つの原動力となったと考える見解が欧州では強い。

### 1990年から1994年[23]
1990年のパリ憲章から1994年のブダペスト首脳会議までの期間は、東欧諸国の民主主義への移行、ユーゴスラビア内戦の激化、ソ連解体に伴う不安定などCSCEが対処すべき課題が急増した。そのため多くの会議を通じて合意が蓄積され、CSCEの性格も大きく変化した。しかしソ連崩壊後もソ連を仮想敵国としてきたNATOは解体されず、EC/EU及び欧州審議会の統合深化と拡大がみられ始めた時期であった。CSCEが欧州の安全保障共同体としてNATOより上部の安全保障機構となるための同盟化はなされず、またCSCEが目指した協調的安全保障の制度化は、（国内の）民族紛争などには対応しづらく不十分であった。ただし当時は、冷戦後のソ連・ロシアと西側との政治的協調が最も進んだ時期であり、多くの期待がCSCEに寄せられた。

1990年
6月       コペンハーゲン人的側面会議
11月　パリ首脳会議にて、東西冷戦の終結を確認し、人権、法の支配、市場経済の原則に基づく「新しい欧州のためのパリ憲章」を採択。人権・民主主義・法の支配・市場経済の原理に基づく冷戦後の欧州の国際関係の原則を謳った。常設事務局、自由選挙事務所（後の民主制度・人権事務所=ODIHR)、紛争防止センター(CPC)の設立に合意。
1991年
6月      第１回閣僚会議（ベルリン）、アルバニアの正式加盟が認められる
9月     モスクワで人的側面会議、会議に先立って臨時閣僚会議でバルト３国のCSCEへの正式加盟が認められる
9月      RAPPORTEUR MISSION TO ALBANIAが派遣される
11月    オスロ民主制度セミナー開催
1992年
1月       旧ソ連諸国（ロシア、バルト３国除く）へのオブザーバー資格付与。CSCE加盟希望諸国への書簡送付。
1月       HUMAN RIGHTS RAPPORTEUR MISSION TO YUGOSLAVIA派遣
プラハ第２回閣僚会議、OFEからODIHRへの名称変更、グルジアを除くＣΙＳ諸国の加盟を認める
2月       RAPPORTEUR MISSION TO ARMENIA AND AZERBAIJAN　派遣
3月       CSBM交渉で「ウィーン文書92」を採択
RAPPORTEUR MISSION TO UKRAINE, MOLDOVA, AND BELARUSを派遣
RAPPORTEUR MISSION TO TURKMENISTAN, UZBEKISTAN, AND TAJIKISTAN を派遣
SECOND MISSION ON NAGORNO KARABAKH　を派遣
ヘルシンキ第４回フォロー・アップ会議（～7月）
4月　  CSO、ボスニア・ヘルツェゴヴィナの正式参加認める
5月      RAPPORTEUR MISSION TO GEORGIAを派遣
紛争防止センター（CPC）のFACT-FINDING MISSION TO KOSOVO を派遣
7月      第１回議員会議（ブダペスト）
7月　ヘルシンキ首脳会議(Helsinki Ⅱ）にて、少数民族高等弁務官（HCNM)の設置などに合意、本部をウィーンに。
FACT-FINDING MISSION TO THE REGION OF THE GEORGIAN-OSSETIAN CONFLICT　を派遣
8月     EXPLORATORY MISSION TO KOSOVO, VOJVODINA, AND SANDJAK を派遣
RAPPORTEUR MISSION TO BOSNIA-HERZEGOVINA(～9月）を派遣
9月     モルドバ共和国のドニエストル左岸の紛争に関する暫定報告書を発表
9月       SPILLOVER MONITOR MISSION TO SKOPJEを派遣
9-10月    MISSION TO CROATIA (モスクワ・メカニズムによる)を派遣         
12月      ストックホルム第３回閣僚会議
1993年
2月     旧ユーゴスラビア国際戦争犯罪裁判所の提案（モスクワ人的側面メカニズムによる）
3月    RAPPORTEUR MISSION TO THE CZECH REPUBLIC AND SLOVAK REPUBLICを派遣               
7月    HCNMからエストニア大統領あて書簡送付
9月   HCNMからルーマニア外相あて書簡送付、アルバニア外相あて書簡送付。ハンガリーのスロバキア人マイノリティに関する書簡送付。HCNMの報告書「CSCE地域のロマ」が発表される。CSOにて、CSCE Presence in Latviaの設置に合意
9-10月   CSCE人的側面履行会議(IMHD)開催
10月    ローマ閣僚会議
1994年
12月     ブダペスト首脳会議（1995年1月からOSCEへ名称変更を決定）
1995年以降は、欧州安保協力機構（OSCE)を参照のこと。

## 参加国の変遷年表
| 原加盟国          | - オーストリア - ベルギー - ブルガリア - カナダ - キプロス - チェコスロバキア - デンマーク - フィンランド - フランス - 西ドイツ → ドイツ - 東ドイツ - ギリシャ | - バチカン - ハンガリー - アイスランド - アイルランド - イタリア - リヒテンシュタイン - ルクセンブルク - マルタ - モナコ - オランダ - ノルウェー - ポーランド | - ポルトガル - ルーマニア社会主義共和国 - ソビエト連邦 → ロシア - サンマリノ - スペイン - スウェーデン - スイス - トルコ - イギリス - アメリカ合衆国 - ユーゴスラビア → 新ユーゴスラビア |
| 1991年6月19日加盟 | - アルバニア | | |
| 1991年9月10日加盟 | - ラトビア | - リトアニア | - エストニア |
| 1992年1月30日加盟 | - アルメニア - アゼルバイジャン - ベラルーシ - カザフスタン | - キルギス - モルドバ - タジキスタン - トルクメニスタン | - ウクライナ - ウズベキスタン |
| 1992年4月30日加盟 | - ボスニア・ヘルツェゴビナ | | |
| 1992年3月24日加盟 | - クロアチア | - グルジア | |
| 1993年1月1日加盟  | - チェコ | - スロバキア | |